# Simmetria (matematica)

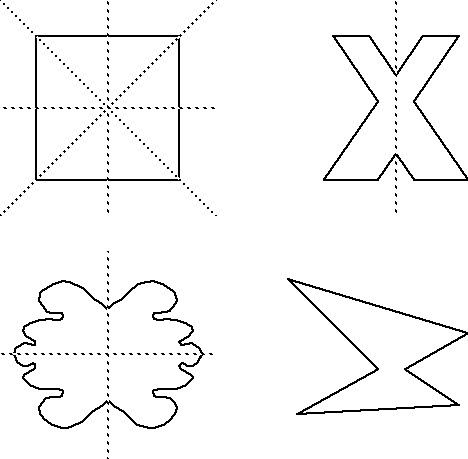
Simmetrie assiali in figure geometriche piane. L'oggetto senza assi è "asimmetrico".

In matematica, una simmetria è un'operazione che muove o trasforma un oggetto lasciandone inalterato l'aspetto. L'oggetto può essere, ad esempio, una figura geometrica o un'equazione. Generalmente, le simmetrie di un oggetto formano un gruppo, detto gruppo delle simmetrie.
Esempi di trasformazioni sono le isometrie di figure geometriche come i poligoni o i poliedri (come le riflessioni o rotazioni) oppure le permutazioni delle variabili in una formula o equazione.

## Simmetria in geometria
Una simmetria di una figura geometrica è una trasformazione che lascia la figura invariata. Una tale definizione dipende da cosa si intende per "figura geometrica" e "trasformazione".
In ogni caso, le "trasformazioni" formano un gruppo con l'operazione di composizione, e le simmetrie formano un sottogruppo, detto gruppo delle simmetrie della figura. In altre parole, si verificano i fatti seguenti:
- fra le simmetrie di un oggetto, c'è sempre l'identità: è la trasformazione che lascia tutti i punti fermi;
- la composizione di due simmetrie è sempre una simmetria;
- una simmetria ha sempre una inversa, che è ancora una simmetria.

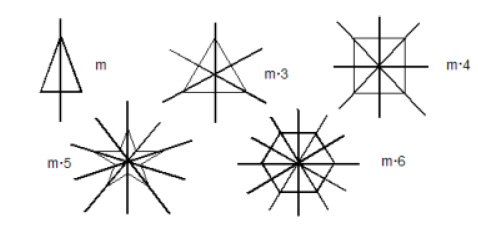
Gli assi di simmetria di alcuni poligoni. Gli assi hanno sempre un punto in comune.

### Punti fissi
I punti fissi sono i punti della figura geometrica che restano fermi in una simmetria. Se esiste un solo punto fisso (come accade, ad esempio, in una rotazione nel piano), questo è detto centro della simmetria, mentre se i punti fissi formano una retta (come in una riflessione nel piano, o una rotazione nello spazio) questa è l'asse della simmetria. Alcune trasformazioni (ad esempio le traslazioni) non hanno punti fissi.
Tutto ciò vale nella geometria euclidea. Se, invece, si considera la geometria proiettiva, nella quale lo spazio euclideo viene ampliato con gli enti geometrici impropri (cioè posti all'infinito), allora la traslazione, ad esempio, è una rotazione nel piano intorno a un punto posto all'infinito in direzione ortogonale alla direzione di traslazione.
Una figura piana può avere più assi di simmetria: in questo caso, questi si intersecano tutti in un punto. Ad esempio, un quadrato ha 4 assi di simmetria, che si intersecano nel centro.
Una figura solida, come un poliedro, può avere degli assi di simmetria (in presenza di rotazioni) o dei piani di simmetria (in presenza di riflessioni). Ad esempio, un parallelepipedo ha almeno 3 assi di simmetria e 3 piani di simmetria.

### Geometria euclidea
Nella geometria euclidea, una figura geometrica è un qualsiasi sottoinsieme dello spazio euclideo (ad esempio, del piano o dello spazio tridimensionale). Sono quindi figure geometriche ad esempio i poligoni o le coniche nel piano, o i poliedri nello spazio.

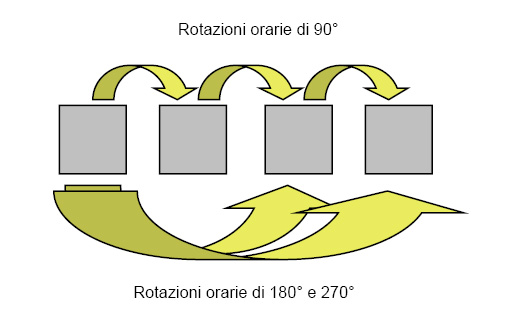
La rotazione di 90° è una simmetria del quadrato. Componendola 2 o 3 volte, si ottengono le rotazioni di 180° e 270°. Componendola 4 volte, si ottiene la funzione identità.

Le trasformazioni della geometria euclidea sono le isometrie: ovvero traslazioni, riflessioni, rotazioni, e composizioni di queste. Ciascuna di queste trasformazioni sposta tutti i punti dello spazio, ed in particolare muove la figura geometrica che vi è contenuta.
Ad esempio, fra le simmetrie di un quadrato troviamo la rotazione oraria di 90° intorno al centro, e la riflessione intorno ad un suo asse. Componendo queste due operazioni si ottengono altre simmetrie del quadrato.
Il gruppo delle simmetrie di un poligono regolare con {\displaystyle n} lati è un gruppo molto studiato in algebra, detto gruppo diedrale. Ha due generatori: la riflessione {\displaystyle s} rispetto ad un asse, e la rotazione oraria {\displaystyle r} di {\displaystyle 360/n} gradi. Componendo le simmetrie {\displaystyle s} e {\displaystyle r} si ottengono tutte le altre simmetrie, che sono di due tipi:
- rotazione di {\displaystyle 360{\frac {k}{n}}} gradi, per qualche intero {\displaystyle k} tra {\displaystyle 0} e {\displaystyle n},
- riflessione rispetto ad uno degli {\displaystyle n} assi della figura.

Il gruppo diedrale, di solito indicato con {\displaystyle D_{2n}}, è quindi un gruppo finito di {\displaystyle 2n} elementi. Non è un gruppo abeliano: infatti gli elementi {\displaystyle r\times s} e {\displaystyle s\times r} sono simmetrie differenti (entrambe riflessioni, ma con assi diversi).

Le 12 simmetrie di un tetraedro ottenibili tramite rotazioni.

#### Poliedri
Ciascuno dei cinque solidi platonici ha un gruppo di simmetrie: questi gruppi di simmetrie sono degli oggetti di importanza fondamentale nell'algebra e nella geometria moderne, e si ritrovano in molti contesti differenti. Due solidi platonici duali hanno lo stesso gruppo di simmetrie.
Tutti questi gruppi di simmetrie sono finiti e non abeliani.
Il gruppo di simmetrie del tetraedro è il più piccolo fra questi. Ogni permutazione dei vertici del tetraedro è realizzata esattamente da una simmetria, quindi il gruppo è isomorfo al gruppo simmetrico {\displaystyle S_{4}}, che ha {\displaystyle 4!=24} elementi. Fra questi, 12 sono realizzabili tramite rotazioni, e corrispondono al sottogruppo alternante {\displaystyle A_{4}}, formato dalle permutazioni pari.

#### Coniche
Una circonferenza ha una quantità infinita di simmetrie: le rotazioni di un angolo qualsiasi intorno all'origine, e le riflessioni rispetto a una retta arbitraria, passante per l'origine. Il gruppo di simmetrie di una circonferenza è quindi infinito, ed è isomorfo al gruppo ortogonale {\displaystyle O(2)}.
Un'ellisse (che non sia una circonferenza) ha invece molte meno simmetrie: le simmetrie {\displaystyle s} e {\displaystyle s'} rispetto agli assi, e la loro composizione {\displaystyle s\times s'=s'\times s}. Il gruppo di simmetrie consta quindi di 4 elementi {\displaystyle \{e,s,s',s\times s'\}}, è abeliano ed isomorfo al prodotto diretto {\displaystyle \mathbb {Z} /2\mathbb {Z} \times \mathbb {Z} /2\mathbb {Z} } di due gruppi ciclici di ordine {\displaystyle 2}.
Un'iperbole ha lo stesso gruppo di simmetrie, generato dalle riflessioni sui suoi due assi.
Una parabola ha ancora meno simmetrie: oltre all'identità, una riflessione rispetto al suo asse. Quindi il gruppo di simmetrie è isomorfo a {\displaystyle \mathbb {Z} /2\mathbb {Z} }.

#### Dimensione arbitraria
Il gruppo di simmetrie di una sfera {\displaystyle S^{n}} di dimensione {\displaystyle n} è il gruppo speciale ortogonale {\displaystyle SO(n)}.

## Simmetria in algebra
Una simmetria in un'espressione matematica (ad esempio una formula o un'equazione) contenente delle variabili è una permutazione di queste che lascia invariata l'espressione. Ad esempio, nel polinomio {\displaystyle x^{2}+y^{2}+z^{2}} ogni permutazione delle variabili è una simmetria, mentre nell'equazione {\displaystyle z=xy} solo la permutazione delle variabili {\displaystyle x} e {\displaystyle y} è una simmetria.
Anche in questo contesto le simmetrie formano un gruppo, che è sottogruppo del gruppo simmetrico di tutte le permutazioni delle variabili. Se l'espressione ha un numero finito di variabili, tale gruppo è finito. Un'espressione qui è un qualsiasi oggetto matematico formale che dipenda da alcune variabili: ad esempio, anche una relazione binaria o una matrice.

### Esempi
Il termine "simmetrico" è usato in matematica in vari contesti, e denota sempre la presenza di una particolare simmetria.
- Una relazione binaria è simmetrica se la permutazione delle due variabili è una simmetria (cioè lascia sempre il risultato invariato).
- Una matrice quadrata è simmetrica se l'operazione di trasposizione è una simmetria (cioè lascia la matrice invariata).
- Una forma bilineare è simmetrica se la permutazione delle due variabili è una simmetria (cioè lascia la forma invariata).

### Simmetrie e grafico delle funzioni
Dato il grafico della funzione {\displaystyle y=f(x)}, si possono ottenere le seguenti simmetrie:
- Il grafico di {\displaystyle y=-f(x)} è simmetrico del grafico di {\displaystyle f(x)} rispetto all'asse x
- Il grafico di {\displaystyle y=f(-x)} è simmetrico del grafico di {\displaystyle f(x)} rispetto all'asse y
- Il grafico di {\displaystyle y=-f(-x)} è simmetrico del grafico di {\displaystyle f(x)} rispetto all'origine